# Windacher Daunkogel
Der Windacher Daunkogel ist ein 3348 m ü. A. hoher Berg in den Stubaier Alpen in Tirol. 

## Lage
Der Gipfel liegt im Gebiet Hochstubai. An seinem Gipfel verzweigt sich der Kamm nach Süden hinunter zur Warenkarscharte und weiter zur Warenkarseitenspitze und nach Nordwesten mit dem Sulztalkamm (nächstgelegene Gipfel hinter der Wütenkarscharte sind die Wütenkarspitzen). Nach Osten verläuft der Grat weiter zum Westlichen Daunkogel, wo nördlich davon das Skigebiet Stubaier Gletscher beginnt. Der Gipfel ist vollständig von Gletschern umgeben: Im Norden des Berges erstreckt sich der weitläufige, spaltige Sulztalferner. Südöstlich befindet sich der Warenkarferner. Südwestlich zieht der spaltige Wütenkarferner von der Warenkarscharte hinunter Richtung Ötztal. 

## Routen
Der kürzeste Anstieg führt in ungefähr 1½ Stunden von der Hochstubaihütte über den Wütenkarferner zur Warenkarscharte und den Südwestgrat (Gehgelände, steil, Stellen erfordern Kletterei im II. Grad, nicht markiert ab der Scharte). Allerdings weist der Wütenkarferner seit einigen Jahren oftmals problematische Spalten auf. Eine andere Möglichkeit von der Hochstubaihütte ist die Überschreitung der Warenkarseitenspitze, wodurch man gletscherfrei zur Warenkarscharte gelangen kann. Der einfachste Weg zur Warenkarseitenspitze führt dabei zunächst ein Stück abwärts auf dem Steig Himmelsleiter und von dort in einer Kehre abzweigend über ein ausgesetztes Band (Steigspuren) zur Scharte im Südwestgrat und über diesen teils steil (einige Versicherungen und Steighilfen) zum wiederum flacheren Gipfelaufbau der Warenkarseitenspitze und weiter über den Grat hinab zur Warenkarscharte, wobei eine plattige Felswand abgeklettert werden muss (Sicherungshaken und Fixseil vorhanden), Route markiert. Beide Anstiege weisen Stellen des II. Schwierigkeitsgrads auf. Zur Warenkarscharte kann man zudem auch von der anderen Seite, also von Osten her gelangen auf markiertem Steig ausgehend von der Hildesheimer Hütte (auch hier Gletscherausrüstung erforderlich, da drei kleinere Gletscher begangen werden müssen (Gaiskarferner, Windacher Ferner, Warenkarferner)).
Der früher übliche Anstieg von der Amberger Hütte über den Sulztalferner, die Wütenkarscharte und den Westgrat zum Gipfel ist seit einem Felsausbruch nur mehr erschwert mit erhöhtem Risiko begehbar, da ein etwa 15 Meter langer messerscharfer, brüchiger Gratabschnitt (II+) entstanden ist. Von der Amberger Hütte kommend ist es daher leichter und sicherer von der Wütenkarscharte auf den Gletscher abzusteigen und dann zur Warenkarscharte wieder aufzusteigen und über die Normalroute auf den Gipfel zu steigen. Diese Route wird auch als Skitour begangen, ebenso von der Hildesheimer Hütte aus. Alternativ ist eine Skitour von der Amberger Hütte bis zum Vorgipfel auch über den Westgrat möglich.